# Voie maritime du Saint-Laurent
Pour les articles homonymes, voir Saint-Laurent et Seaway.
La voie maritime du Saint-Laurent (en anglais : Saint Lawrence Seaway) est un cours d'eau du Canada et des États-Unis qui permet aux navires en provenance de l'océan Atlantique d'atteindre les Grands Lacs à l'intérieur des terres jusqu'à l'extrémité occidentale du lac Supérieur. La voie maritime est nommée d’après le fleuve Saint-Laurent, qui s’écoule du lac Ontario jusqu’à l’océan Atlantique. Légalement, la voie maritime s'étend du port de Montréal au lac Érié, y compris le canal Welland.
La voie maritime du Saint-Laurent n'est pas un canal continu mais plutôt un système composé d’écluses et de canaux aménagés le long des berges du Saint-Laurent et de chenaux navigables dragués dans le fleuve. Ces installations, sous administration conjointe canado-américaine, permettent de contourner une série de rapides et de barrages, dont deux importantes centrales hydroélectriques.

## Histoire
Les Grands Lacs et le fleuve Saint-Laurent, nés avec la fin de l'ère glaciaire il y a moins de 10 000 ans, sont un système hydrologique jeune. Le trajet qu'emprunte l'eau depuis le lac Supérieur jusqu'à l'océan Atlantique présente plusieurs irrégularités que l'érosion n'a pas encore fait disparaître. Ces irrégularités que sont les rapides et les chutes sont autant d'obstacles à la navigation. Jacques Cartier déjà avait été arrêté dans sa quête du passage du Nord-Ouest par les rapides de Lachine au niveau de ce qui allait devenir Montréal.

### Âge des canaux

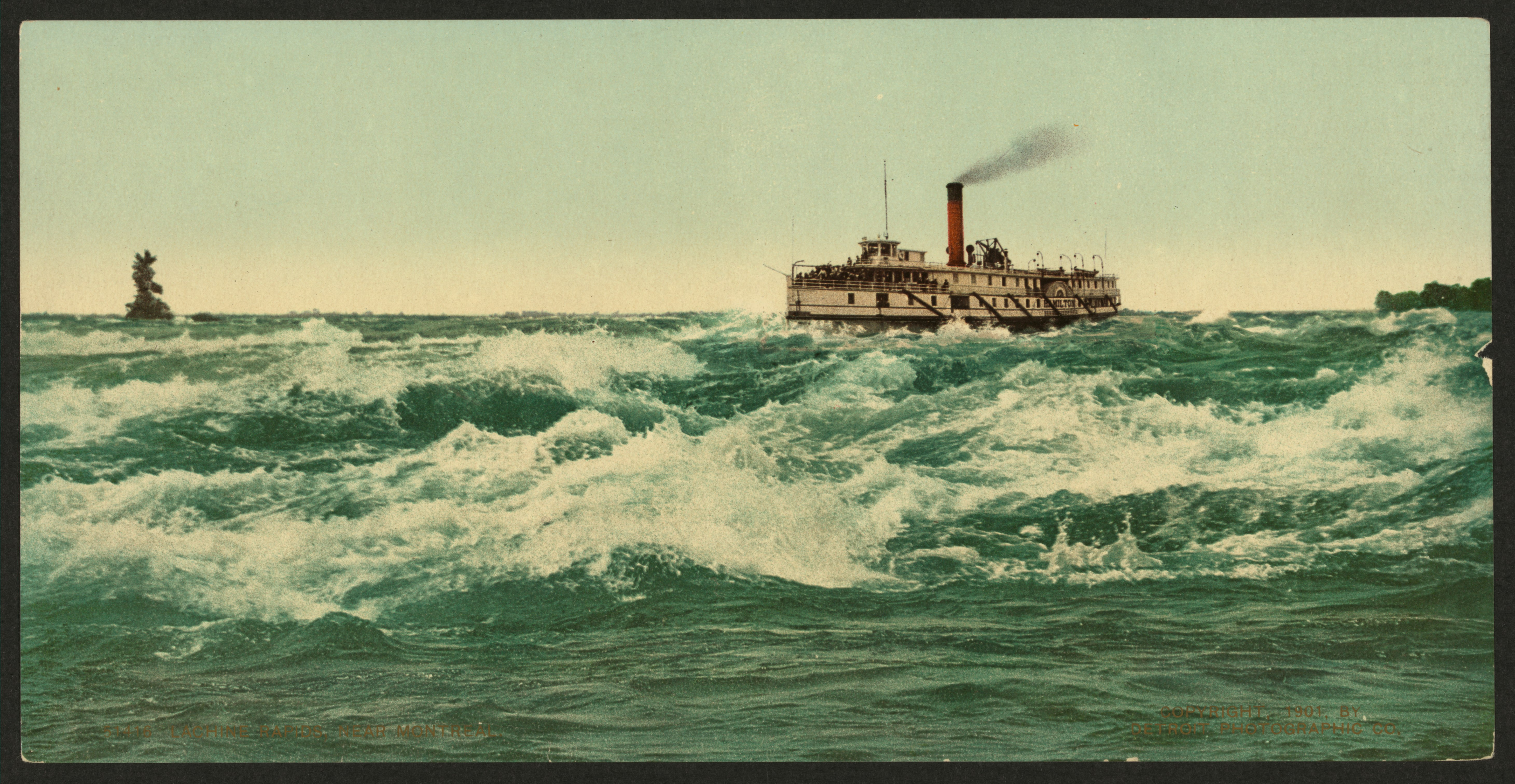
Un bateau à vapeur sur les rapides de Lachine, 1901.

La première tentative de contournement concerne les rapides de Lachine que le régime français tente d’éviter par un premier canal dont les travaux débutent dès 1680, mais qui ne sera achevé que plus d'un siècle plus tard.
Les premiers canaux opérationnels sont creusés pour répondre à des impératifs militaires après l'invasion américaine. Entre 1779 et 1783, le Corps des ingénieurs royaux, sous la direction du gouverneur Frederick Haldimand, relie le lac Saint-Louis au lac Saint-François par quatre canaux profonds de seulement 0,76 mètre évitant une série de rapides. Cinq écluses, larges de 1,83 mètre, sont les premières construites sur le Saint-Laurent et possiblement dans toute l'Amérique du Nord.
Si les rapides ne sont pas infranchissables, l'aventure est périlleuse, car il arrive que les bateaux se fracassent contre les rochers émergents et la seule alternative est le portage. L'accroissement de la population de la colonie vers l'ouest et les besoins accrus de mobilité des biens et des personnes qui en résultent vont faire entrer le Canada de plain-pied dans « l'âge des canaux ».

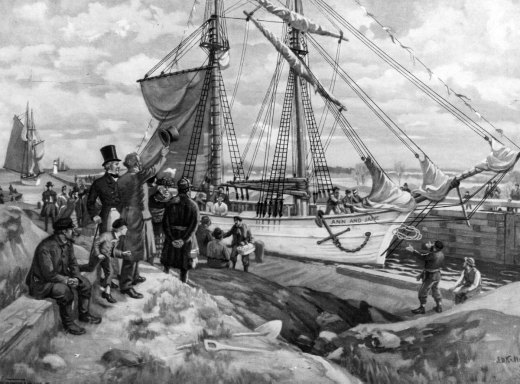
Le premier transit sur le canal Welland, 30 novembre 1829.

Après le canal de Lachine à Montréal en 1825, le premier canal Welland entre les lacs Ontario et Érié est ouvert à la navigation en 1833. La même année, une commission gouvernementale recommande l'instauration d'un gabarit unique d'écluses de 61 mètres (200 pieds) de long sur 13,7 m (45 pi) de large et 2,7 m (9 pi) de profondeur.
Le gouvernement de la jeune province du Canada construit une série de canaux permettant de contourner les principaux rapides sur le fleuve ; ainsi naissent les canaux de Cornwall (1843), Beauharnois (1845), Galop (1846), Farran's Point, Rapide Plat et Iroquois (1847). Plus à l'ouest, un second canal Welland, plus large, est achevé en 1848.
Dans les années qui suivent, ces canaux et leurs écluses sont reconstruits pour accueillir des navires toujours plus grands. Le peuplement des Prairies à l'ouest amène la Confédération à envisager un nouvel ensemble de canaux reliant le lac Huron et Montréal via les rivières des Français et des Outaouais, le Georgian Bay Ship Canal.

### Voie maritime
En 1895, la U.S.-Canadian Deep Waterways Commission est créée pour étudier la faisabilité d'une voie maritime puis une commission mixte internationale voit le jour en 1909. Si la voie maritime reste un rêve, le gouvernement canadien prend néanmoins des dispositions. Quand la Beauharnois Light, Heat and Power Company débute, en 1929, le creusement d'un canal pour alimenter sa future centrale hydroélectrique, le gouvernement fédéral intervient pour s'assurer que ce dernier sera assez profond pour accommoder de possibles navires.
Avec l’achèvement en 1932 du quatrième et dernier canal Welland débute la voie maritime moderne. Le Canada et les États-Unis signent le traité de la Voie navigable en eau profonde Grands Lacs/Saint-Laurent suivi, en 1941, de l'accord sur le bassin des Grands Lacs et du Saint-Laurent, mais ils demeurent sans suite entre autres du fait de l'opposition d'influentes entreprises ferroviaires américaines.
Après la Seconde Guerre mondiale, les pressions commerciales relancent le projet avec la création d'une nouvelle commission canado-américaine en 1949. Cette fois sera la bonne puisqu'en 1951 les États-Unis amorcent des travaux sur le canal Wiley-Dondero qui contournera les rapides internationaux.

#### Construction

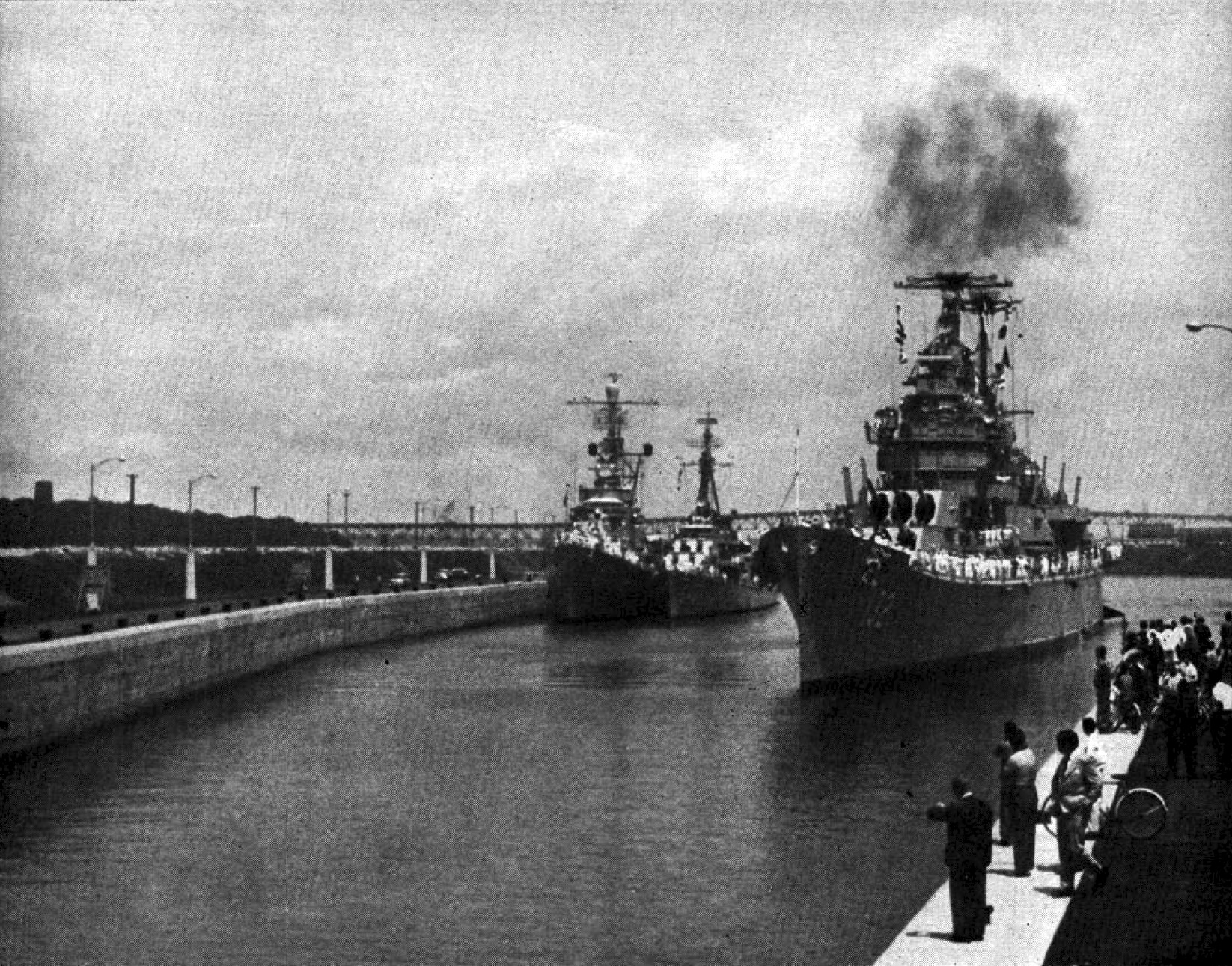
Deux bâtiments de guerre américains près de l’écluse de Saint-Lambert, 1959.

Les travaux de construction de la voie maritime du Saint-Laurent débutent en septembre 1954. Le long du tracé 6 500 personnes sont expropriées et 550 habitations sont déplacées. Quatre ponts de Montréal sont modifiés, de nouveaux chenaux dragués et des écluses assemblées.
La voie maritime ouvre à la navigation le 25 avril 1959 pour un coût approximatif de 470,3 millions de dollars (dont 336,5 millions payés par le Canada). La reine Élisabeth II et le président Dwight Eisenhower inaugurent officiellement la voie maritime le 26 juin 1959 par une courte croisière à bord du yacht royal Britannia piloté par le duc d’Édimbourg, Philip Mountbatten.
L'année 2009 a célébré le 50e anniversaire de l'inauguration par différentes activités le long du parcours.

## Description
La voie maritime du Saint-Laurent est un système composé d'une part de chenaux navigables dragués dans le fleuve et d'autre part d’écluses et de canaux aménagés pour franchir les différents obstacles à la navigation qu'ils soient d'origine naturelle ou humaine (rapides, chutes, barrages).

### Franchissement des rapides

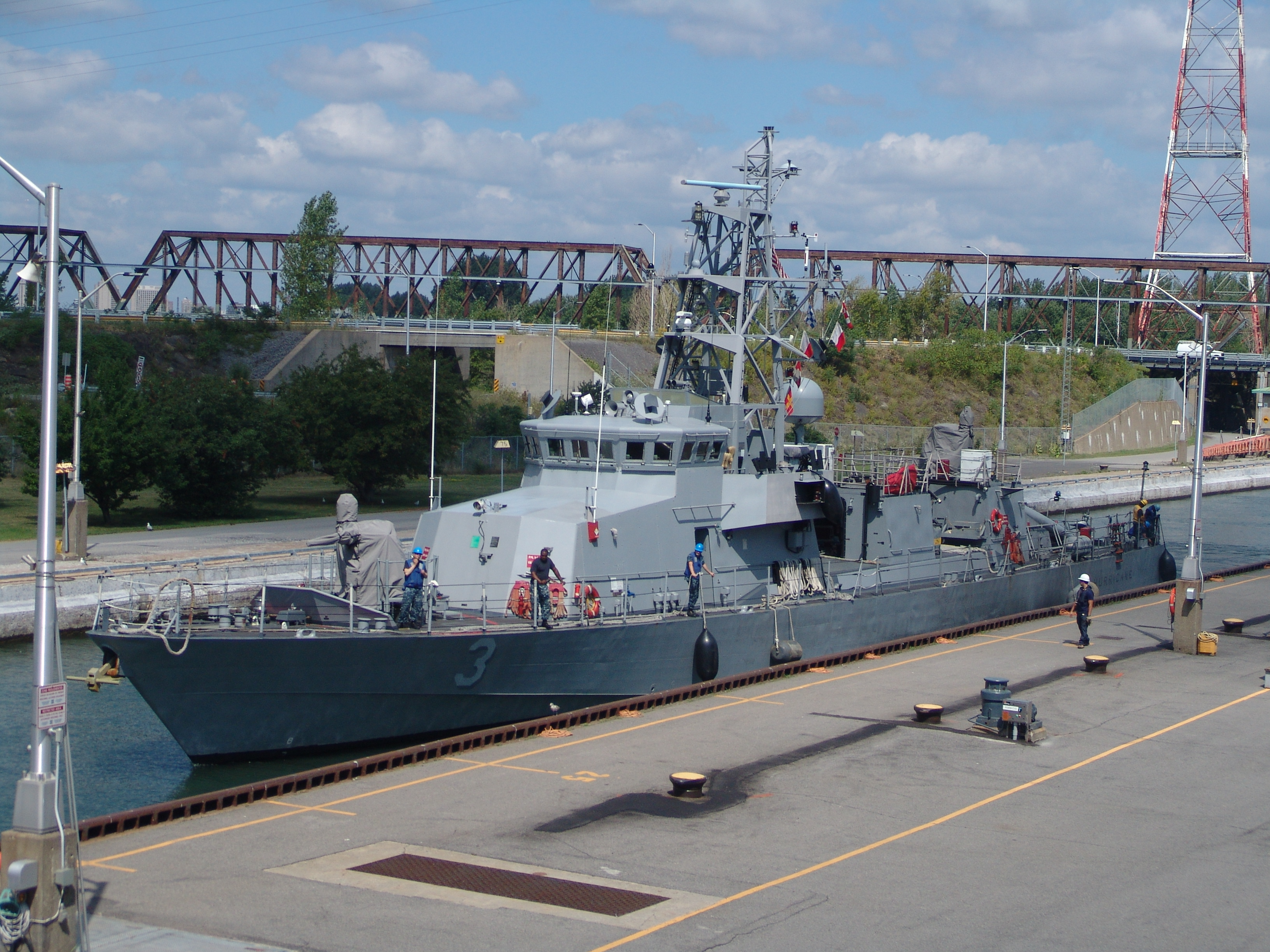
Écluse Saint-Lambert, Québec.

Les rapides du Saint-Laurent sont présents sur trois sections du fleuve. D'amont en aval : la section internationale (28 mètres de chute sur 77 kilomètres) la section de Beauharnois (25 m de chute sur 29 km) et la section de Lachine (15 m de chute sur 40 km). C'est pour franchir ces sections qu'ont été aménagés des canaux au XIXe siècle et pour en exploiter le potentiel hydraulique qu'ont été construits des barrages au XXe. La voie navigable et ses sept écluses permettent de franchir ces sections et leurs obstacles.
La voie commence au port de Montréal, où le canal de la Rive Sud et ses deux écluses permettent de franchir les rapides de Lachine. À l'ouest de l'île de Montréal et du lac Saint-Louis, les écluses de Beauharnois permettent de passer la centrale de Beauharnois et d’accéder au canal du même nom. La voie maritime quitte le Québec par le lac Saint-François et le territoire de la première nation mohawk d'Akwesasne. Un peu plus loin, du côté américain, le canal Wiley-Dondero et ses écluses Snell et Eisenhower permettent d’éviter le barrage international Moses-Saunders. La dernière écluse, avant d'atteindre les Grands Lacs, est située à Iroquois et permet le franchissement du barrage homonyme contrôlant le niveau du lac Ontario.

#### Canaux sur le fleuve Saint-Laurent

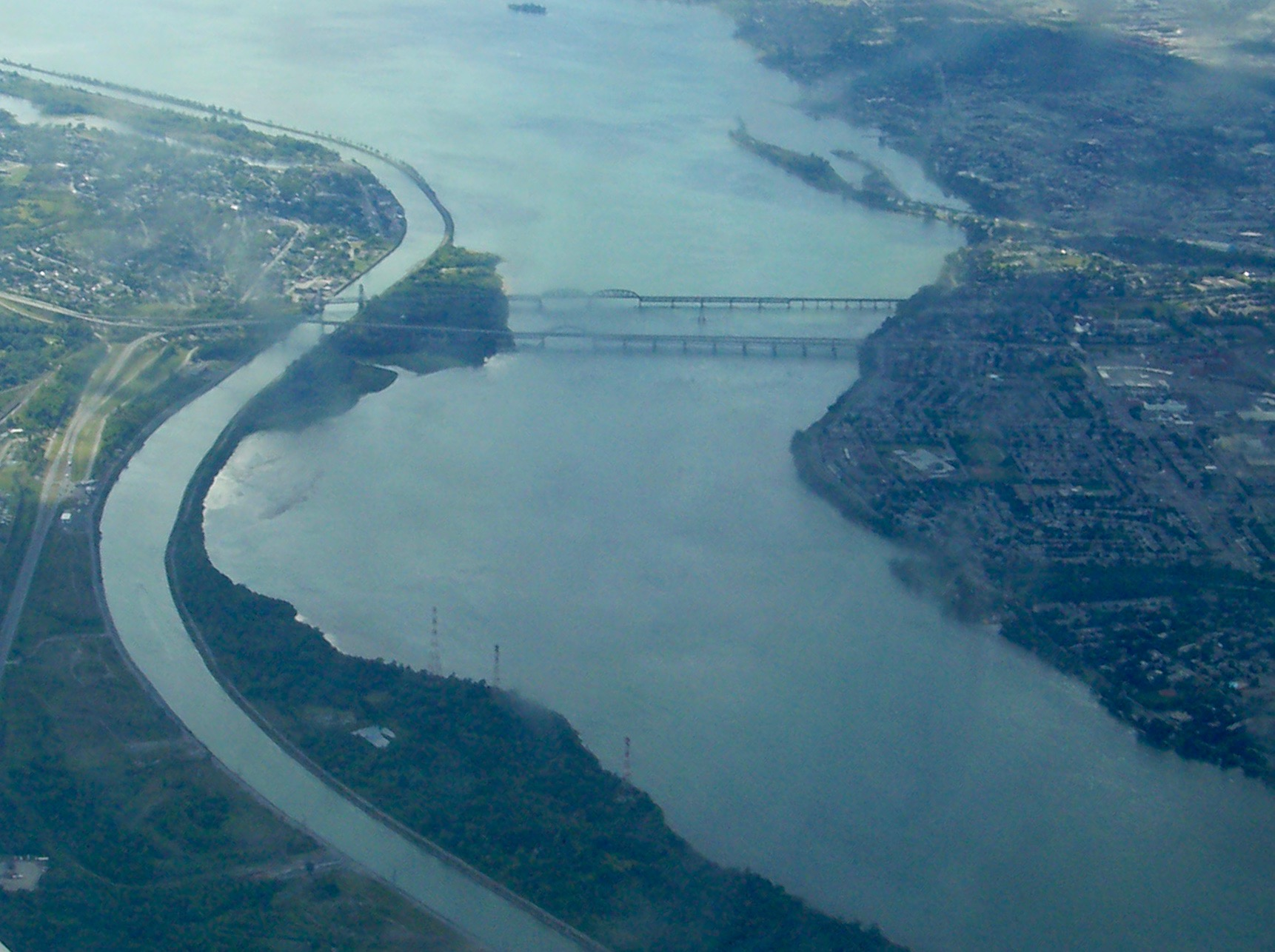
Le canal de la Rive-Sud à gauche du fleuve.

| Nom                  | Province /État | Longueur (km) |
| -------------------- | -------------- | ------------- |
| Canal de la Rive-Sud | Québec         | 25,9          |
| Canal de Beauharnois | Québec         | 20,9          |
| Canal Wiley-Dondero  | New York       | 14,8          |
| Canal d'Iroquois     | Ontario        | 0,55          |

#### Écluses sur le fleuve Saint-Laurent
| N° | Nom de l’écluse       | Localité         | Province /État | Dénivelé* (m) | Notes                                                                        |
| -- | --------------------- | ---------------- | -------------- | ------------- | ---------------------------------------------------------------------------- |
| 1  | Saint-Lambert         | Saint-Lambert    | Québec         | 4,5           | Sous le pont Victoria. À 4,8 km de l'embouchure est du canal de la Rive Sud. |
| 2  | Côte-Sainte-Catherine | Sainte-Catherine | Québec         | 9,1           | Sur le canal de la Rive Sud à 13,7 km de l’écluse précédente.                |
| 3  | Beauharnois           | Melocheville     | Québec         | 12,5          | Franchissement de la centrale de Beauharnois.                                |
| 4  | Beauharnois           | Melocheville     | Québec         | 12,5          | Accès au canal de Beauharnois.                                               |
| 5  | Bertrand H. Snell     | Massena          | New York       | 13,7          | Accès est au canal Wiley-Dondero.                                            |
| 6  | Dwight D. Eisenhower  | Massena          | New York       | 11,6          | Sur le canal Wiley-Dondero à 6,5 km de l’écluse précédente.                  |
| 7  | Iroquois              | Iroquois         | Ontario        | 0,6 à 1,8     | Écluse de régularisation. Franchissement du barrage d'Iroquois.              |

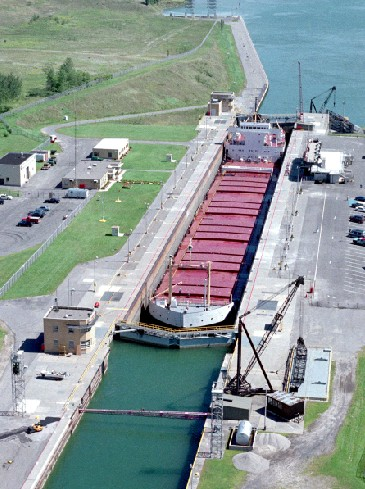
Écluse Eisenhower, Massena, NY.

*La hauteur d'eau du fleuve variant avec les saisons, le dénivelé indiqué est le dénivelé moyen sauf pour l’écluse d'Iroquois.

### Franchissement des chutes
Après les rapides sur le fleuve, les chutes du Niagara sont l'obstacle majeur à l’accès aux Grands Lacs. Depuis le lac Ontario, le quatrième canal Welland, long de 43,4 kilomètres et ses huit écluses permettent de rejoindre le lac Érié, situé 99,5 mètres plus haut, en contournant les chutes par l'ouest.

#### Écluses du canal Welland
| N° | Distance* (km) | Localité         | Province | Dénivelé* (m) |
| -- | -------------- | ---------------- | -------- | ------------- |
| 1  | 3,1            | Saint Catharines | Ontario  | 14            |
| 2  | 5,9            | Saint Catharines | Ontario  | 14            |
| 3  | 10,2           | Saint Catharines | Ontario  | 14            |
| 4  | 12,6           | Saint Catharines | Ontario  | 15            |
| 5  | 12,6           | Thorold          | Ontario  | 13            |
| 6  | 12,6           | Thorold          | Ontario  | 16            |
| 7  | 13,9           | Thorold          | Ontario  | 14            |
| 8  | 39,3           | Port Colborne    | Ontario  | 0,3 à 1,2     |

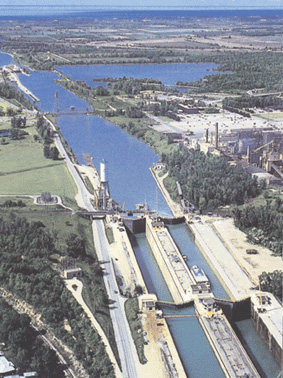
Écluses 5,4 et au loin 3 du canal Welland.

*La distance et le dénivelé sont définis par rapport à l'embouchure du canal dans le lac Ontario.
Les écluses du Sault situées entre les rives des villes jumelles de Sault-Sainte-Marie en Ontario et de Sault Sainte-Marie au Michigan, permettent la navigation entre les lacs Supérieur et Huron. Ainsi, un navire Seawaymax peut rejoindre Chicago Illinois ou Duluth Minnesota depuis l’océan Atlantique, pourtant à des milliers de kilomètres de ces villes.

### Gabarit

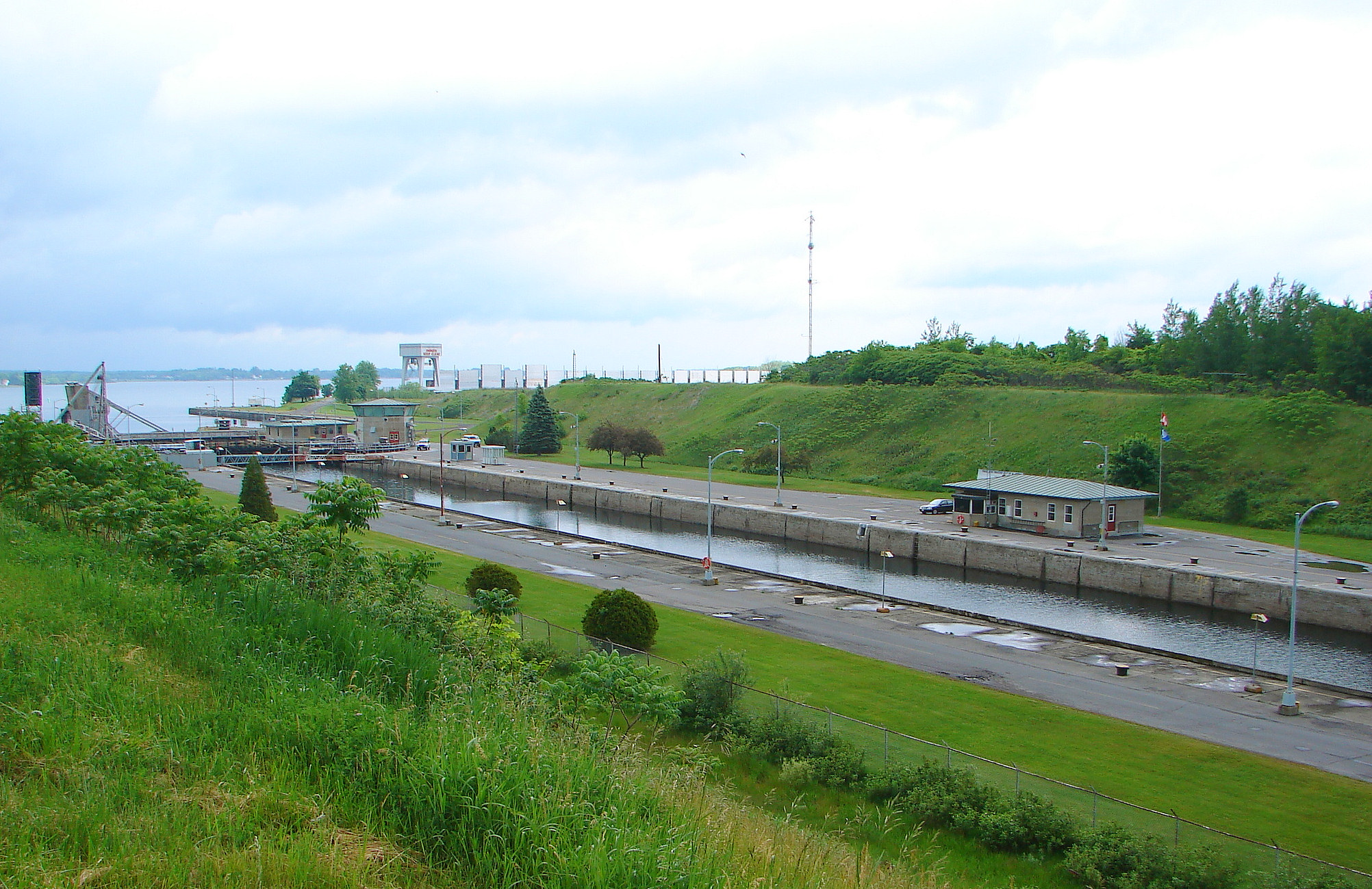
Écluse d'Iroquois, Iroquois, Ontario.

Le gabarit Seawaymax définit la taille maximale des navires qui peuvent emprunter la Voie maritime sur tout son parcours, soit 225,6 mètres (740 pieds) de long, 23,8 m (78 pi) de large, 7,92 m (26 pi) de tirant d'eau, et 35,5 m (116 pi) de tirant d’air.

### Gestion
La Voie maritime du Saint-Laurent est sous la responsabilité de la Corporation de Gestion de la Voie Maritime du Saint-Laurent, côté Canadien, et de la Saint Lawrence Seaway Development Corporation, côté Américain.

### Écologie
La navigation des grands lacquiers qui forment la flotte intérieure de la Voie maritime a provoqué l'introduction involontaire d'espèces animales et végétales non indigènes dans les écosystèmes aquatiques du Saint-Laurent et des Grands Lacs, telles que la moule zébrée et la lamproie de mer.

## Trafic
Depuis 1959, plus de 2,5 milliards de tonnes de marchandises, d'une valeur estimée de 375 milliards de dollars, ont transité par la Voie maritime entre le Canada, les États-Unis et une cinquantaine d'autres pays.
Depuis la fin des années 1960 le nombre de navires empruntant la Voie maritime a connu une diminution, passant d'un maximum de 10 615 transits en 1966 à environ 4 000 depuis 1989. Si la masse de cargaison transportée a continué de croître plus longtemps, pour atteindre le record de 74,3 millions de tonnes en 1979, elle est depuis aussi en diminution.
| Année | Nombre de navires | Tonnes de cargaison |
| ----- | ----------------- | ------------------- |
| 1960  | 9 078             | 30 578 847          |
| 1965  | 10 558            | 54 408 391          |
| 1970  | 9 115             | 64 513 235          |
| 1975  | 7 099             | 60 687 018          |
| 1980  | 7 296             | 66 961 131          |
| 1985  | 4 428             | 48 554 290          |
| 1990  | 4 290             | 48 406 871          |
| 2000  | 4 185             | 46 573 444          |
| 2005  | 4 361             | 43 301 146          |
| 2010  | 3 925             | 36 547 367          |
| 2015  | 3 781             | 36 249 572          |